# Albert Anker

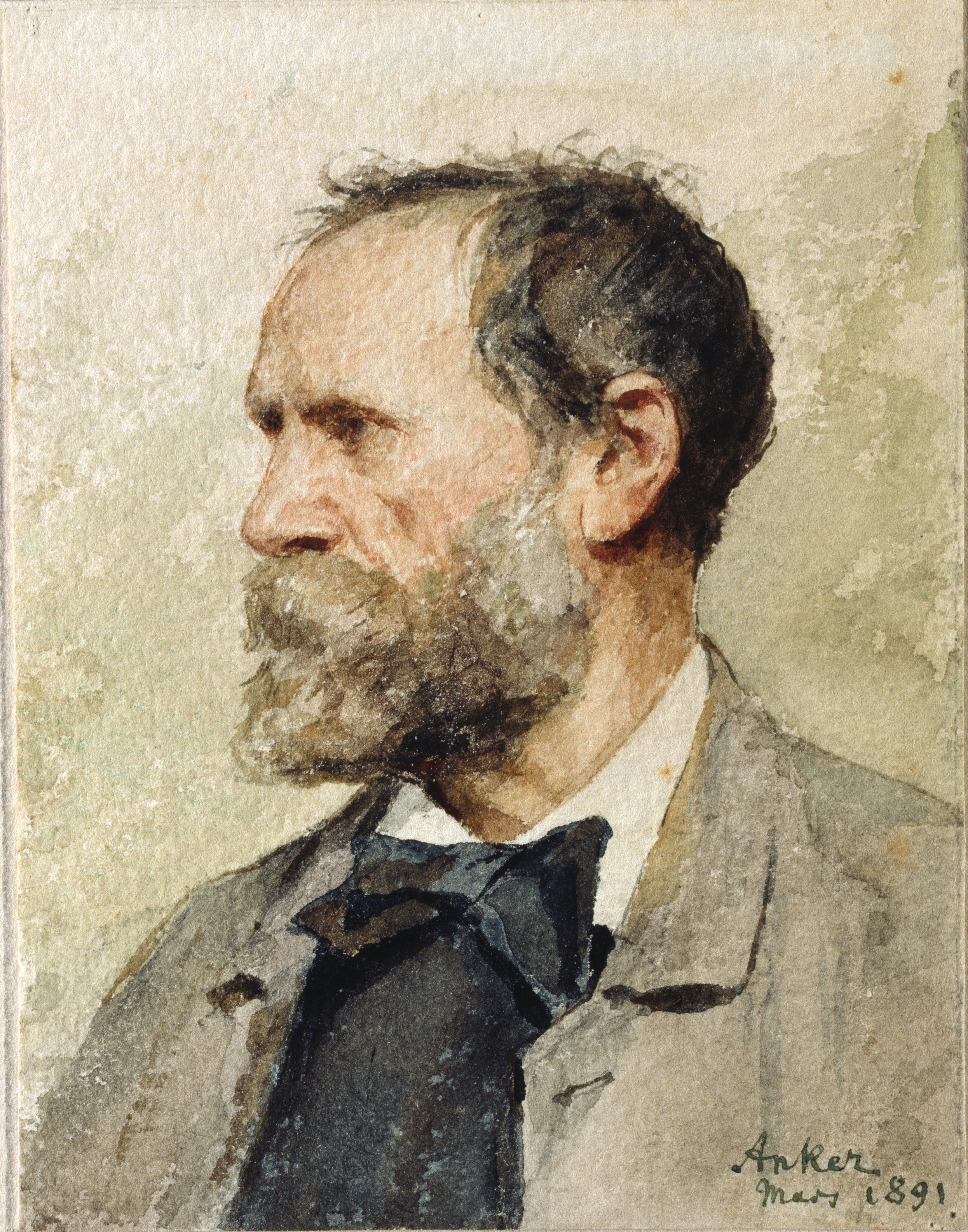
Autorretrato do perfil esquerdo (16.3 × 12.7 cm)

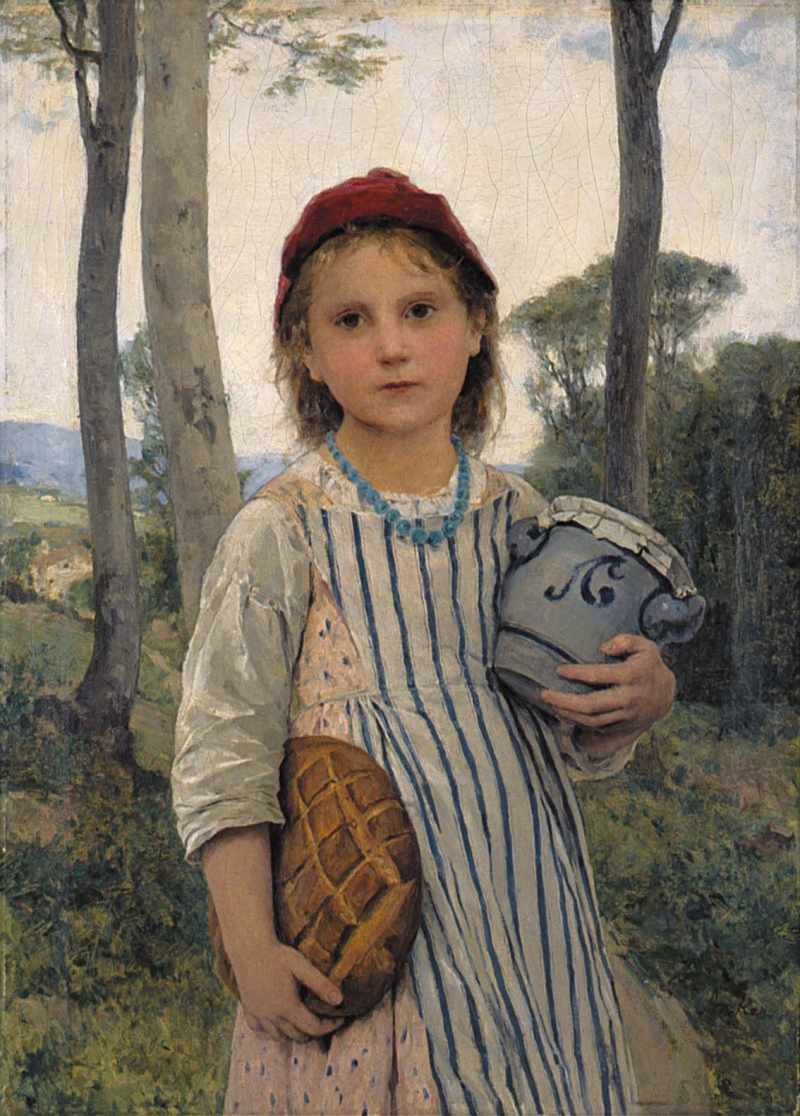
Albert Anker, Le petit chaperon rouge

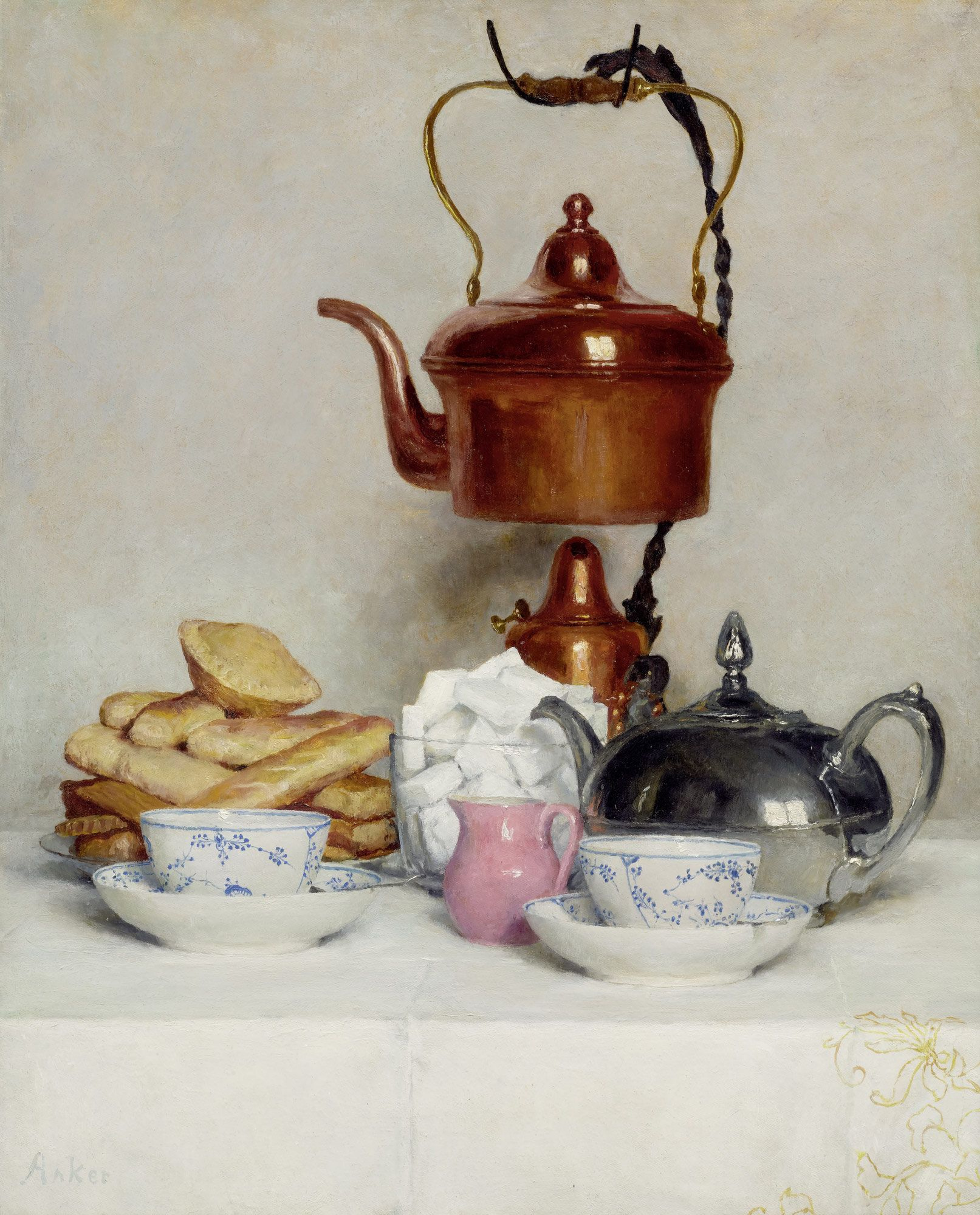
Albert Anker, Still life Tea service

Albrecht Samuel Anker (Ins, 1 de abril de 1831 — Ins, 16 de julho de 1910) foi um pintor suíço. Começou com a representação de temas históricos e bíblicos, mas se destacou nas pinturas de natureza-morta e de cenas cotidianas.

## Vida
Era filho do veterinário Samuel Anker (membro da assembleia constituinte de cantão de Berna). Anker iniciou seus estudos em Neuchâtel, onde ele e Auguste Bachelin, mais tarde um grande artista, tiveram aulas de desenho com Louis Wallinger entre 1845 e 1848. De 1849 a 1851, estudou no Gymnasium Kirchenfeld em Berna, e em maio de 1849 juntou-se à fraternidade Zofinger, na qual permaneceu membro até 1854. Em 1851, seguindo ordens de seu pai, começou a estudar teologia na Universidade de Berna, mas em 4 de junho daquele ano sua irmã, Louise Emilie, morreu e, entre o outono de 1852 e a primavera de 1854, Anker continuou os estudos de teologia na universidade de Halle, na Alemanha. Até que, em dezembro de 1853, escreveu ao seu pai expressando seu desejo de parar os estudos teológicos e tornar-se pintor.
Em 1854, ele participou pela primeira vez da exibição Turnus, produzida pela Schweizerischer Kunstverein em Berna, com um desenho em giz intitulado Rauchender Alter (Homem velho fumando). Depois mudou-se para Paris e, para ganhar a vida, copiava pinturas por encomenda e dava aulas de desenho. Mais tarde, tornou-se o pupilo do pintor Charles Gleyre (1806-1874) e estudou na Escola Nacional de Belas-Artes até 1860.
Casou-se com Anna Rüfli em 1864 e teve seis filhos com ela; as quatro crianças que sobreviveram à infância – Louise, Marie, Maurice e Cécile – aparecem em algumas das pinturas de Anker. Em 1866, ele ganhou a medalha de ouro no Salão de Paris pelo quadro Schlafendes Mädchen im Walde (menina adormecida na floresta, em tradução livre). No período de 1870 a 1874, Anker foi membro do Grande Conselho de Berna e defendeu a construção do Kunstmuseum Bern.
De 1889 a 1893 e de 1895 a 1898, ele foi membro da Comissão Federal de Arte Suíça e recebeu, em 1900, um doutorado honorário pela Universidade de Berna, mas sofreu um derrame no ano seguinte que reduziu sua capacidade de trabalhar. Apenas após sua morte, em 1910, aconteceu a primeira exposição dedicada a ele, realizada no Museu de Arte e História de Neuchâtel.

## Obras
O público ficou muito atraído pelas pinturas de Anker, que retratavam principalmente a vida rural da Suíça; ele foi inclusive considerado o artista mais popular do país em seu auge. Além de retratar a vida cotidiana, Anker também ficou conhecido pelas suas pinturas de natureza-morta. Hoje, é tido como o melhor pintor suíço do século XIX.

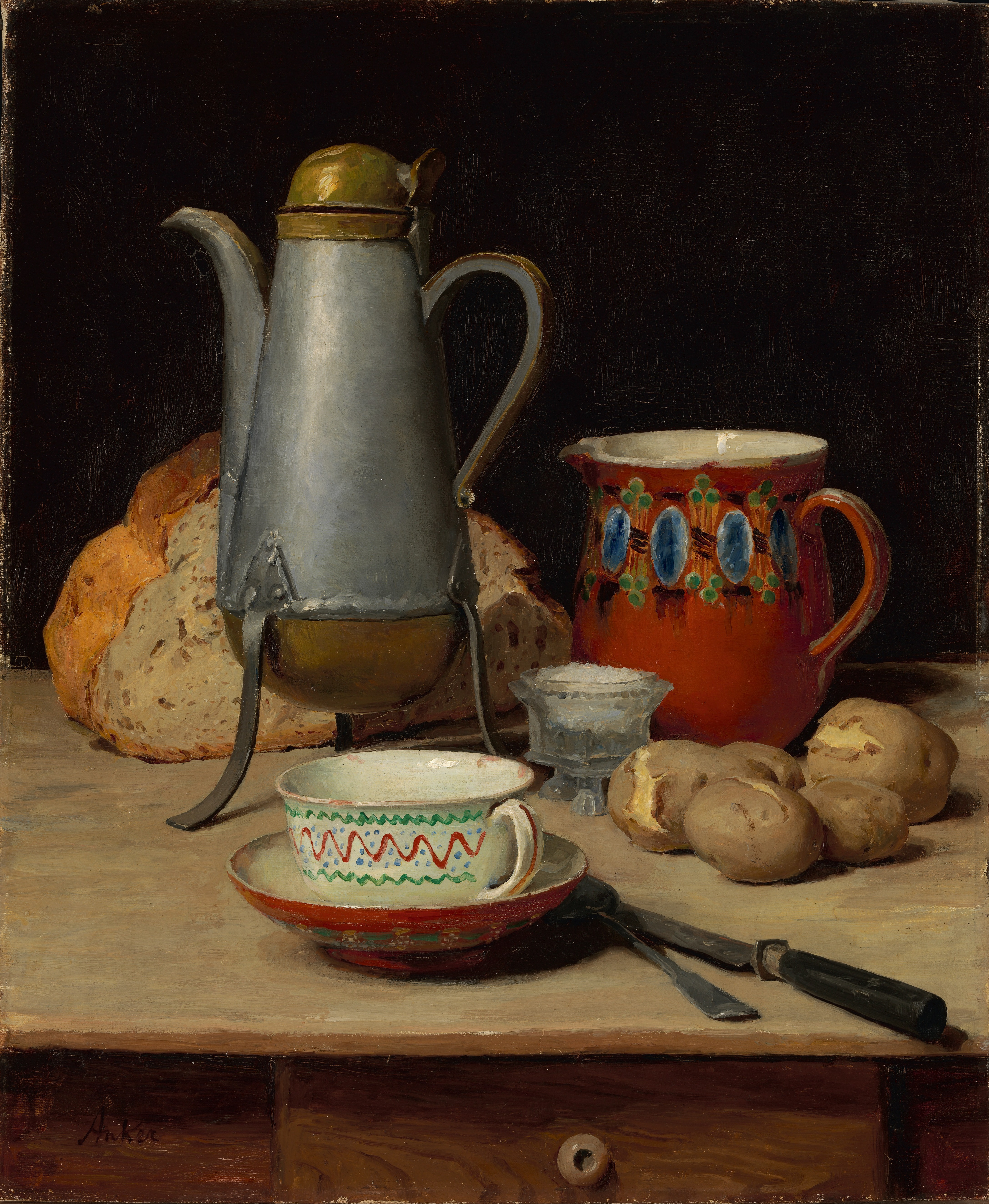
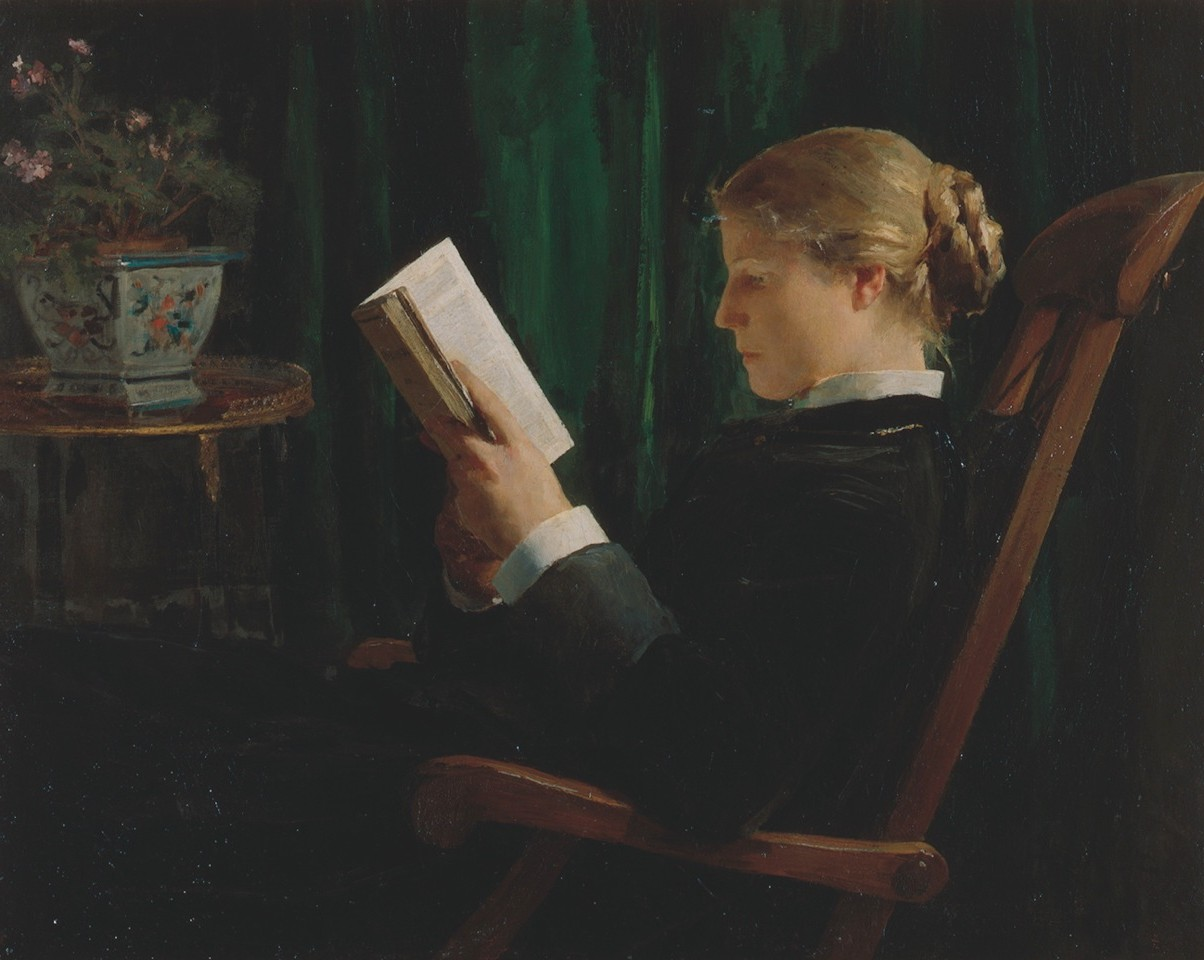
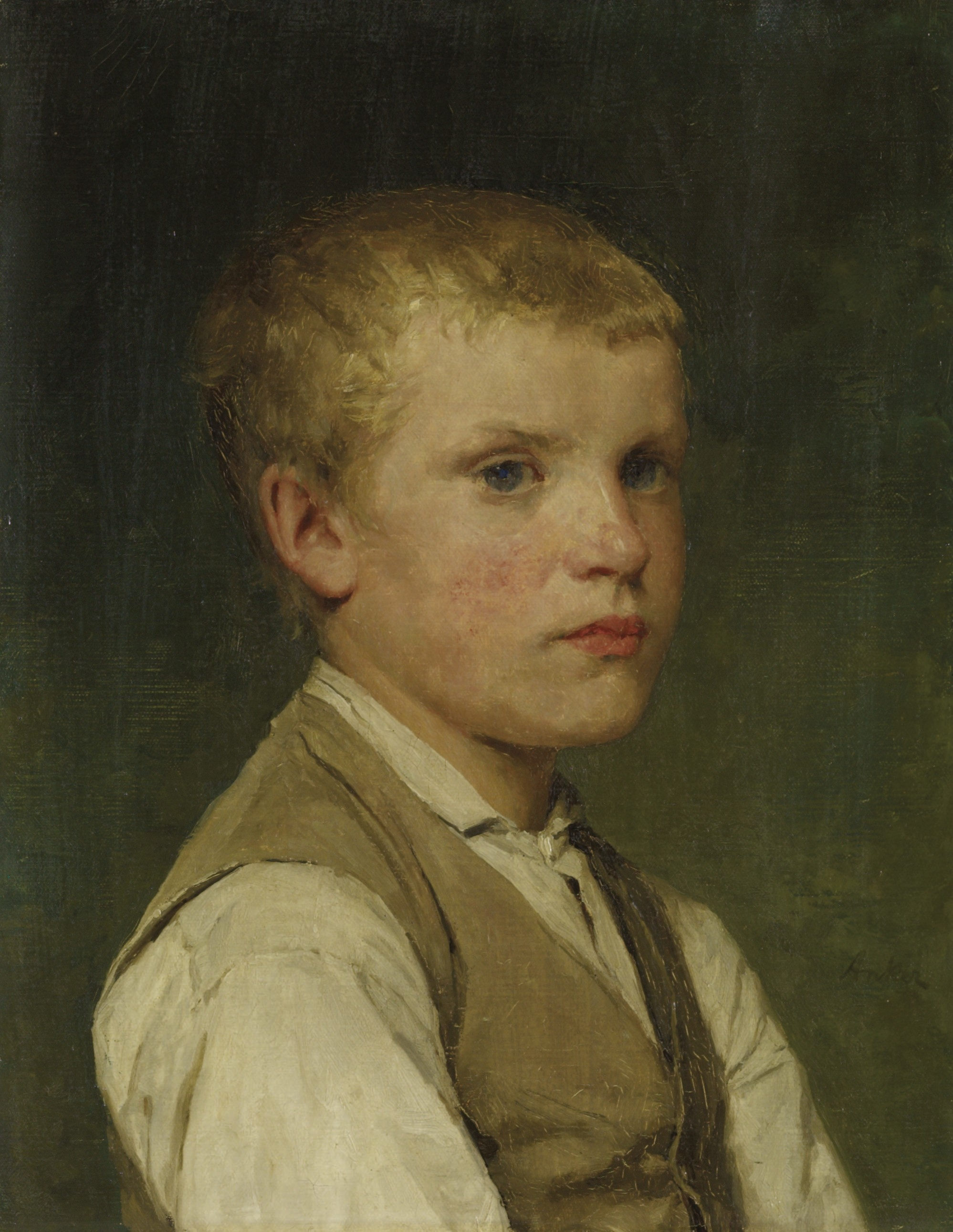
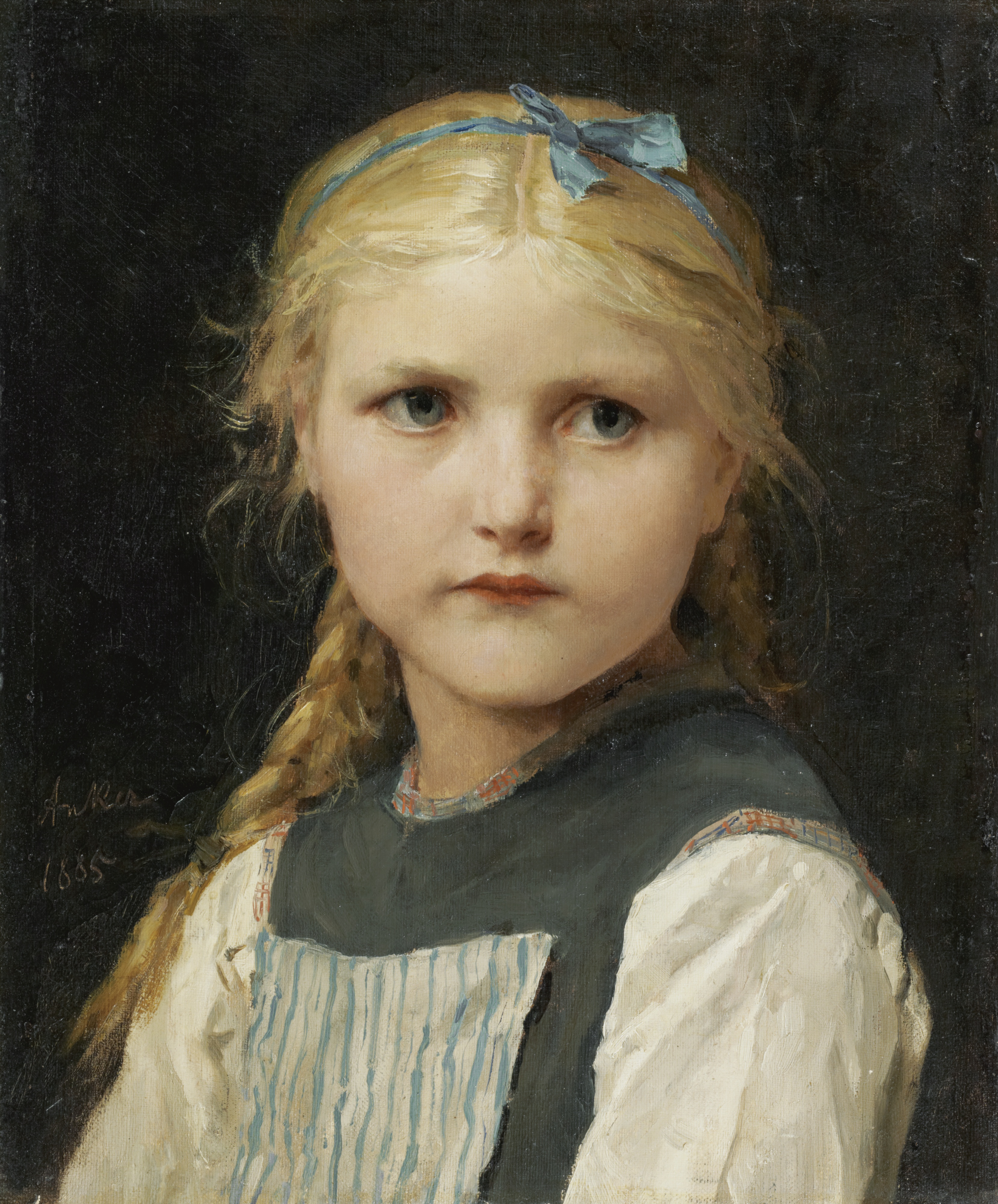
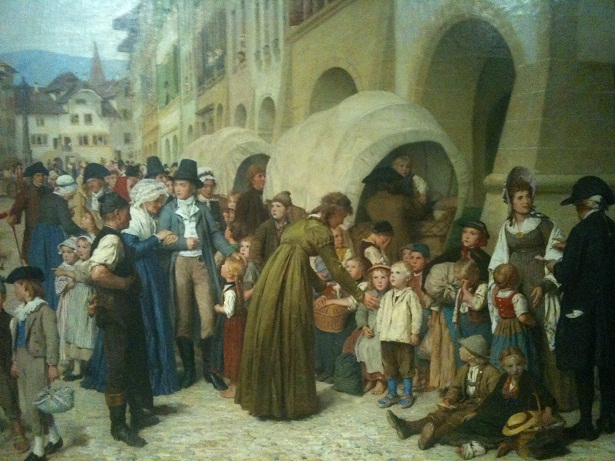
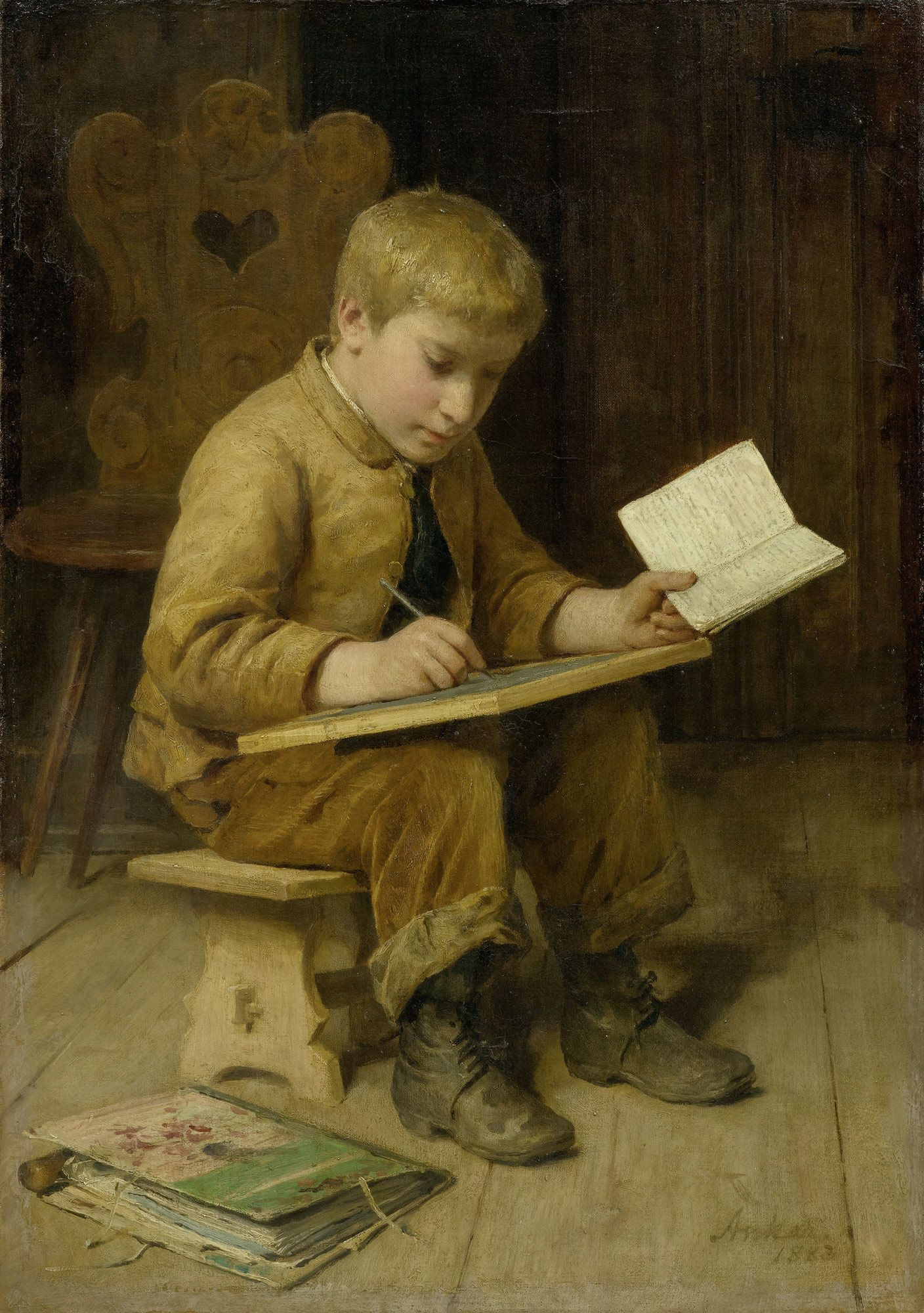
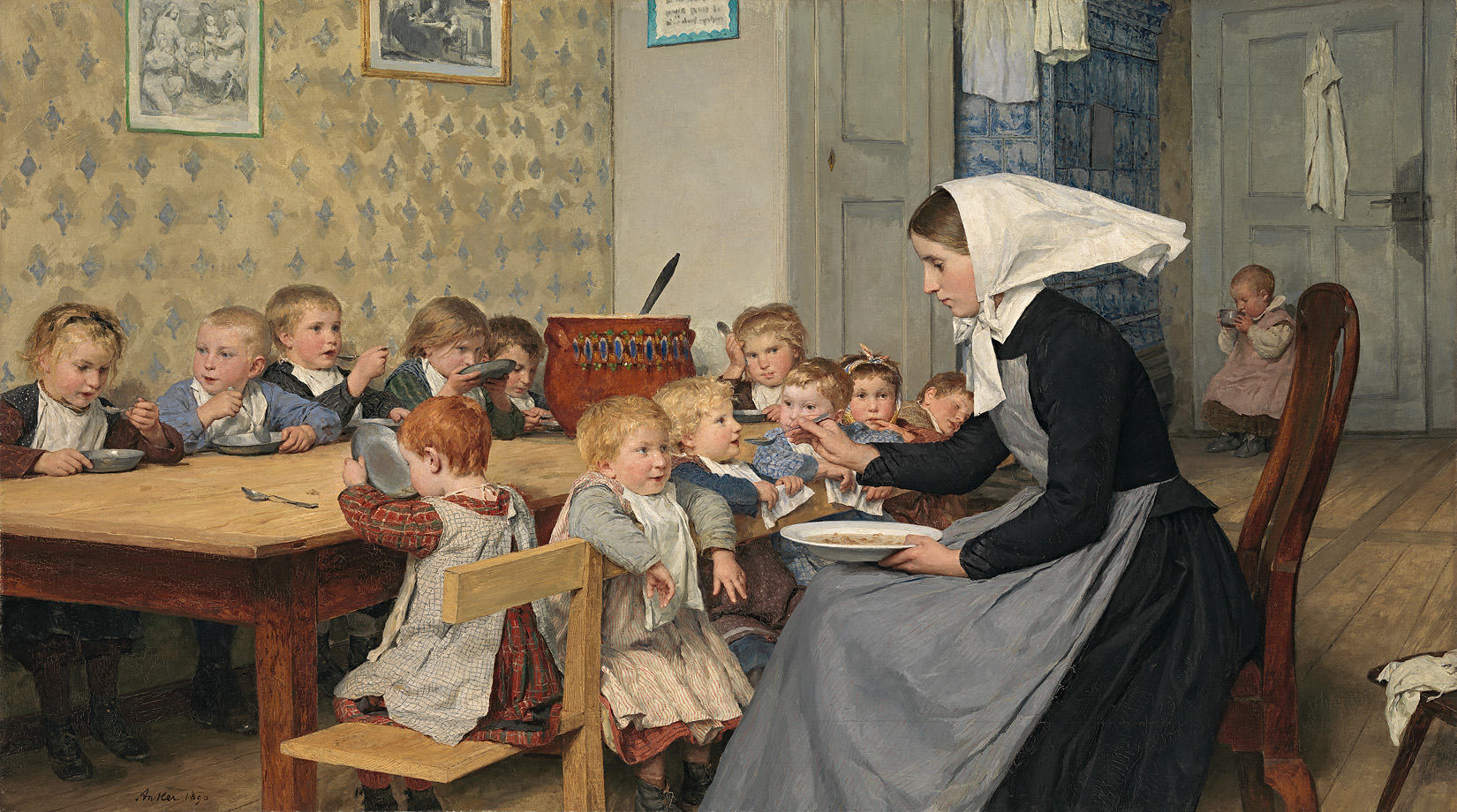
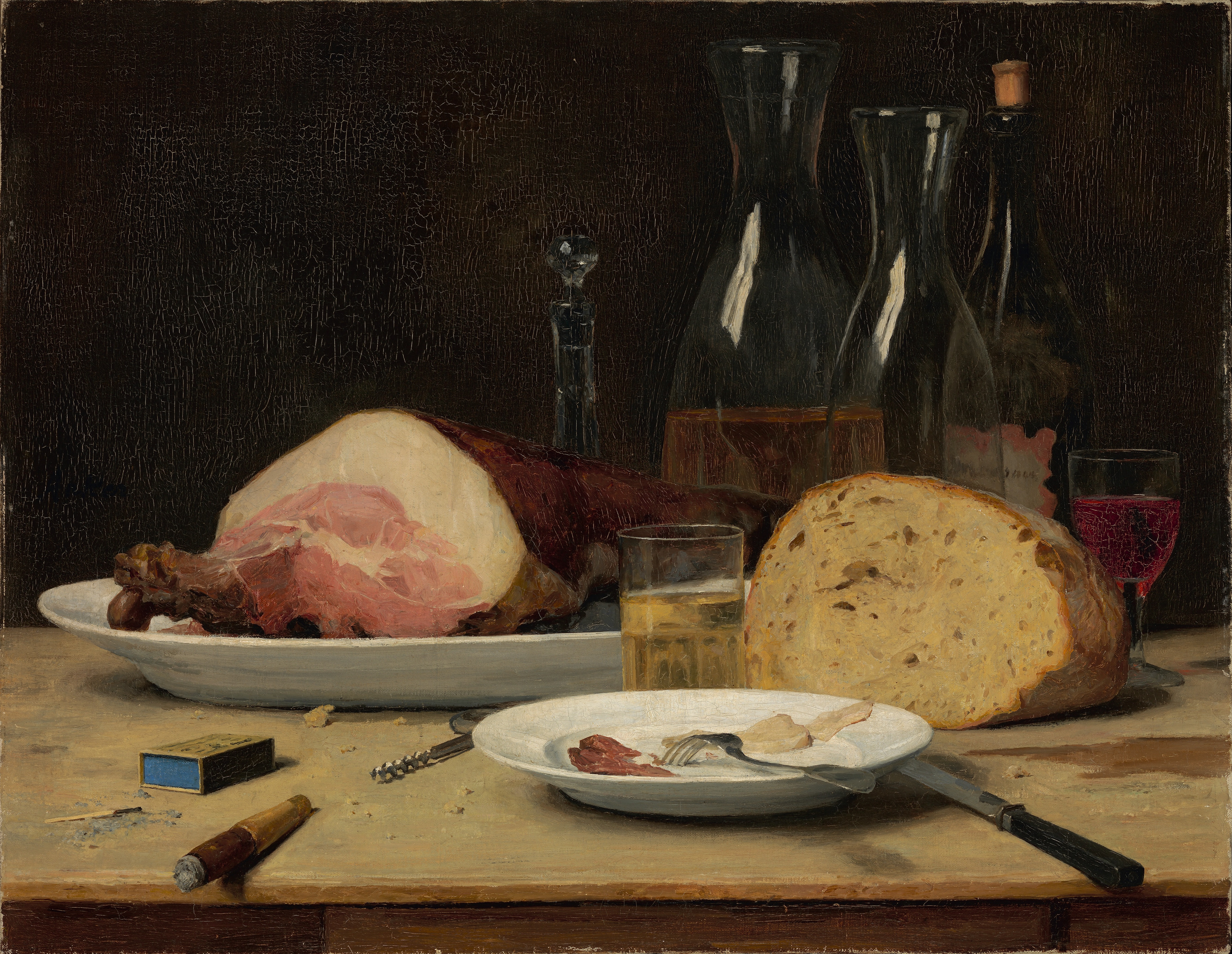
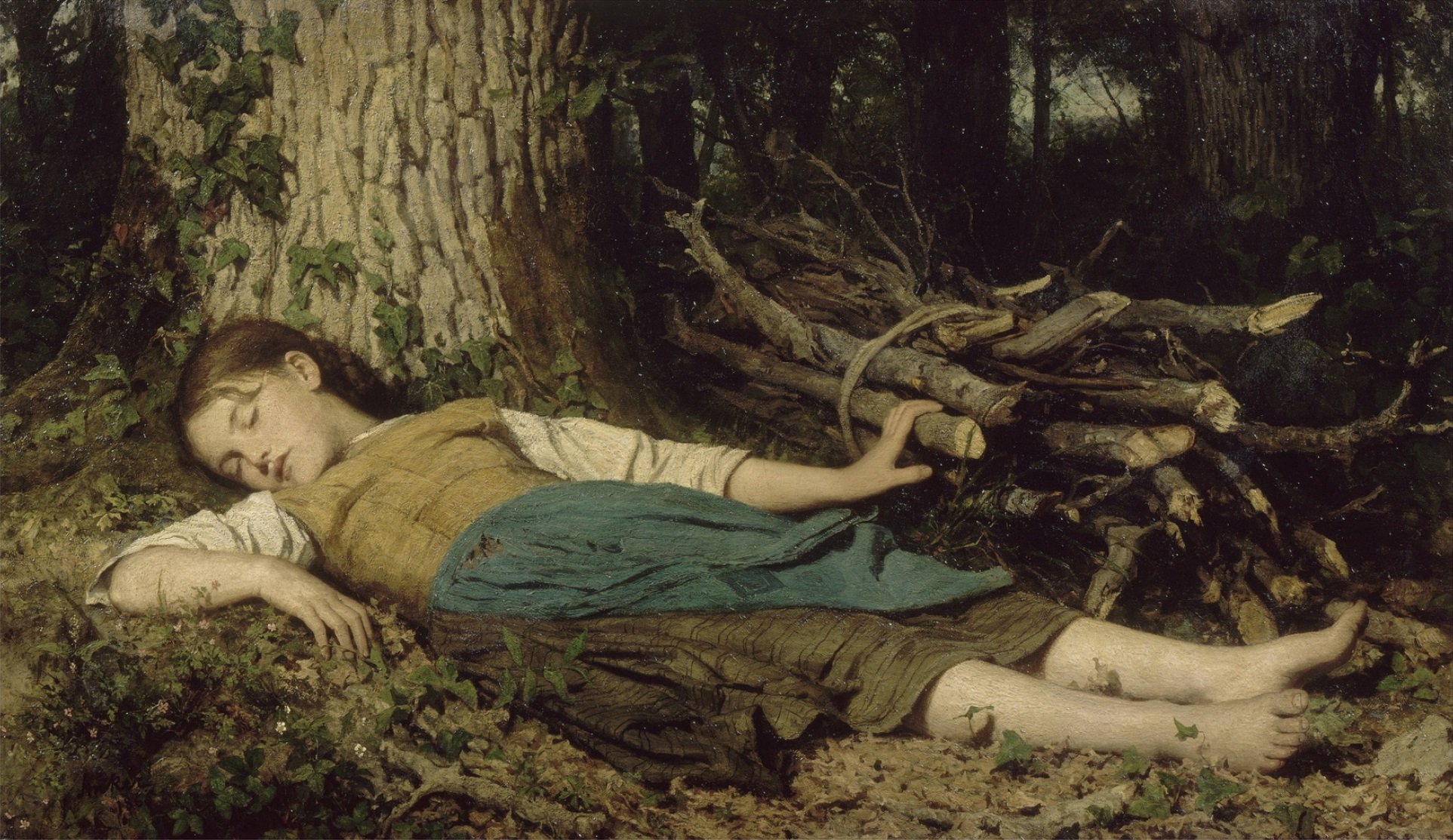
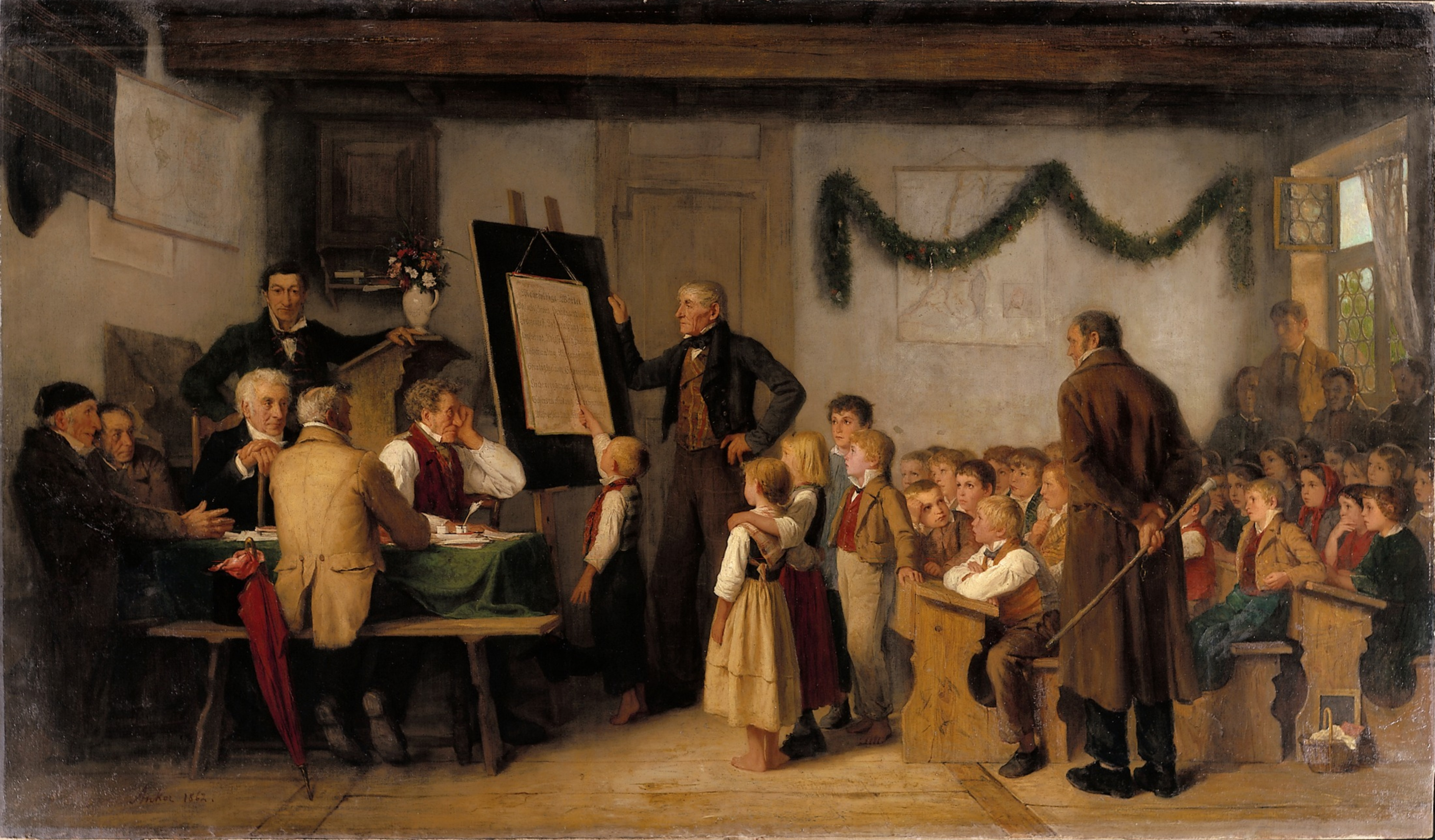